# Vittoria Vecchini

a Compétitions nationales et continentales officielles uniquement.

b Matchs officiels uniquement.
Vittoria Vecchini, née le 13 janvier 2002 à Isola della Scala (Italie), est une joueuse internationale italienne de rugby à XV et évoluant au poste de talonneuse. Elle joue au Valsugana Padoue.

## Biographie
Vittoria Vecchini commence le rugby à XV à l'école de rugby de Badia à l'âge de dix ans. Le club fermant sa section féminine, elle rejoint le CUS Ferrara à dix-sept ans. La saison est interrompue par la pandémie de Covid-19, mais les matchs qu'elle a disputé suffisent à convaincre les recruteurs du Valsugana Padoue qu'elle rejoint la saison suivante.[réf. nécessaire]
Elle fait ses débuts en équipe d'Italie en septembre 2021 contre l'Écosse et participe à la Coupe du monde 2021.
Elle est retenue en août 2023 pour disputer le WXV 2.
Début 2024, elle est sélectionnée avec la nouvelle franchise du Benetton Trévise, qui joue deux rencontres contre la sélection espagnole des Iberians. Elle est ensuite convoquée pour le Six Nations : blessée, elle est forfait pour le match d'ouverture contre l'Angleterre.[réf. nécessaire] Au mois de mars, elle fait partie des joueuses mises sous contrat par la fédération italienne. Lors de la deuxième journée du Tournoi des Six Nations, elle est nommée joueuse du match face à l'Irlande.

## Palmarès
- Vainqueur du Championnat d'Italie en 2022 et 2023.
- Finaliste du championnat d'Italie en 2024